# Ernst-Abbe-Gymnasium Jena
Das Ernst-Abbe-Gymnasium Jena (kurz: EAG) ist eine staatliche Schule in Jena im Stadtteil Winzerla. Am 2. September 1991 wurde das Gymnasium offiziell gegründet und hatte anfangs 550 Schüler sowie 45 Lehrer. Schon zu DDR-Zeiten wurde die Schule als Polytechnische Oberschule (POS) geplant, aber erst später wurde das Projekt verwirklicht. Der Schulkomplex kostete insgesamt etwa zehn Millionen DM. Aufgrund der Spezialisierung auf den naturwissenschaftlichen Bereich wurde Ernst Abbe als Namensgeber gewählt.
Neben den naturwissenschaftlichen Fächern werden die Fremdsprachen Englisch, Französisch und Latein angeboten.
Das Gymnasium verfügt über 35 Unterrichtsräume, davon 9 Fachräume für Biologie, Chemie, Physik sowie zwei Computerräume, ein schuleigenes Biotop, eine Bibliothek mit etwa 3.800 Büchern, eine eigene Sporthalle und teilt sich eine weitere Sporthalle mit der benachbarten staatlichen Gemeinschaftsschule „An der Trießnitz“.
Bis 1994 stieg die Zahl der Schüler auf rund 700, die Zahl der Lehrer auf 47. Heute sind es noch 44 Lehrer.
Das Schulgebäude in der Ammerbacher Straße wurde bis Juni 2016 umgebaut und modernisiert.

## Projekte und Veranstaltungen
- Schulchor, Schulband
- Volleyball-AG
- AG gegen Rechts – für Gleichberechtigung und Zivilcourage
- Theater-AG
- Schüleraustauschprogramm mit der Hopewell Valley Central High School in Pennington, NJ im Rahmen des USA-Germany Student Exchange
- Ernst-Abbe-Bike-Tour für Schüler der Klassenstufen 7 bis 11: Mountainbike-Tour durch verschiedene Gegenden in Thüringen, unter anderem den ganzen Rennsteig entlang. Auch eine komplette Alpenüberquerung von Innsbruck nach Riva del Garda wurde bereits 1998 erfolgreich absolviert.
- Elsass-Exkursion.
- Polen-Exkursion als fächerübergreifendes Projekt von Ethik, Deutsch und Geschichte mit drei Stationen auf der Route durch Polen
  - Kreisau – Synonym für Mut und Zivilcourage, ein Ort für europäische Visionen
  - Auschwitz – Synonym für die absolute Barbarei
  - Krakau – europäische Kulturstadt.
- Ernst-Abbe-Wettbewerb für Schülerteams der Ernst-Abbe-Gymnasien in Jena, Eisenach und Oberkochen sowie aus der Jenaer Partnerschule und dem Dientzenhofer-Gymnasium in Bamberg mit Aufgaben aus den Bereichen Physik, Chemie und Biologie. In dem zweijährlichen Wettbewerb für schulübergreifende Mannschaften mit Vertretern aus jeder Schule werden praktische und theoretische Aufgaben gestellt.[2]
- Kooperation mit der Ernst-Abbe-Fachhochschule Jena[3]

## Förderverein
Am 15. Juli 1993 wurde der Förderverein Ernst-Abbe-Gymnasium e.V. gegründet, dessen Ziel es ist, das Gymnasium bei Erziehung und Bildung zu unterstützen. Mithilfe von Sponsoren wurde beispielsweise die Anschaffung einer transportablen Bühne, Requisiten und Geräte für das Theaterprojekt, die notwendige Technik für die Schulband sowie die Gestaltung des Probenraumes finanziert.